# 천둥

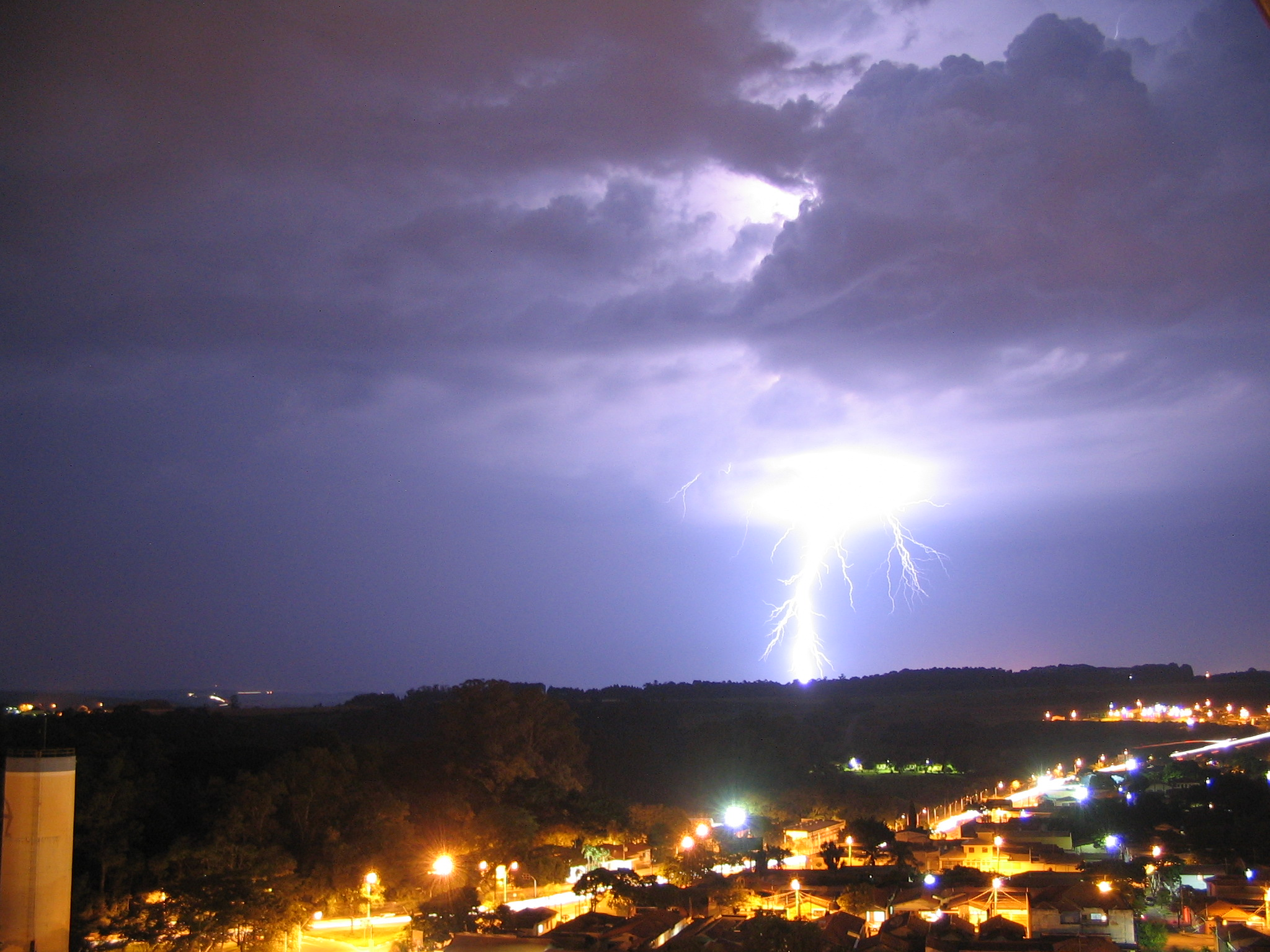
번개 사진.
번개를 보고 얼마 지나서 눈이 내리고 천둥 소리가 들리는 이유는, 소리의 속도가 빛의 속도보다 느리기 때문이다.

천둥(영어: Thunder)은 번개 때문에 10,000 °C 이상이나 가열된 공기가 압도적으로 팽창하여 충돌 혹은 폭발해서 나는 소리의 현상이다. 본딧말 천동(天動)에서 천둥으로 바뀌었다. 우레(문화어: 우뢰)라고도 한다.
번개의 전하(電荷)가 이동할 때 순간적으로 가열된 공기 분자가 여러 방향으로 팽창하려고 하다가 찬 공기와 격렬하게 부딪치게 되고, 이때 충돌 혹은 폭발과 함께 공기중에 강한 파동이 발생하며 난다. 눈과 함께 천둥소리는 번개를 보고 난 뒤 얼마 지나서 듣게 되는데, 이유는 빛은 초당 약 30만km로 나아가는 반면에, 소리는 20 °C에서 초당 약 343m로 나아가, 소리의 속도가 빛의 속도보다 느리기 때문이다. 눈이 오는 동안 천둥치는 소리는 한 지점에서 발생하는 소리가 아니라 긴 방전로를 따라 발생하는 소리이기 때문에 먼 곳으로 전해질 때는 복잡한 소리가 된다. 천둥이 들리는 범위는 일반적으로 15km 정도까지이며, 멀어도 20km를 넘지 않는다.

## 같이 보기
- 번개
- 뇌우

## 참고 문헌
- 이 문서에는 다음커뮤니케이션(현 카카오)에서 GFDL 또는 CC-SA 라이선스로 배포한 글로벌 세계대백과사전의 내용을 기초로 작성된 글이 포함되어 있습니다.